# Wayout
Wayout est un jeu vidéo de labyrinthe développé par Paul Edelstein et publié par Sirius Software en 1982 sur Apple II et Atari 8-bit, avant d’être porté sur Commodore 64. Le joueur incarne un personnage dont l’objectif est de trouver la sortie de chacun des 26 labyrinthes présents dans le jeu, . Pour cela, il est simplement équipé d’une carte et d’une boussole. Chaque labyrinthe est représenté en trois dimensions et ne contient qu’une seule porte de sortie. A l’écran, le joueur visualise son environnement en vue à la première personne ainsi qu’une carte des zones du labyrinthe qu’il a déjà exploré . Le labyrinthe est habité par une créature, le Cleptangle, qui cherche à dérober la boussole et la carte du joueur. Il est également parcouru par un souffle de vent qui peut empêcher le joueur d’avancer , .